# Adoro te devote
„Adoro te devote” („Te ador, Isuse”) este o rugăciune scrisă de Toma d'Aquino. Spre deosebire de imnurile care au fost compuse pentru Solemnitatea „Trupul și Sângele Domnului”, instituită în 1264 de papa Urban al IV-lea pentru întreaga Biserică Romano-Catolică, aceasta nu a fost scrisă pentru un scop liturgic și nu apare în niciun text liturgic al perioadei; unii cercetători cred că a fost scris de călugări pentru uz privat la Liturghie.
Autoria imnului scris de Toma d'Aquino a fost pus anterior la îndoială de unii cercetători. Studii mai recente au înlăturat astfel de îndoieli. Se presupune că Toma a folosit-o și ca rugăciune personală, în adorația zilnică a Preasfântului Sacrament.
„Adoro te devote” este una dintre compozițiile poetice medievale, folosite ca rugăciuni rostite și ca imnuri cântate, care au fost păstrate în Misalul Roman publicat în 1570 în urma Conciliului de la Trento (1545–1563).
Imnul este cântat și astăzi, deși utilizarea sa este opțională în forma ordinară post-Vatican II.

## Textul și traducerea
| Textul în limba latină | Textul în limba română |
| --- | --- |
| Adoro te devote, latens deitas, Quæ sub his figuris vere latitas; Tibi se cor meum totum subicit, Quia te contemplans totum deficit. Visus, tactus, gustus in te fallitur, Sed auditu solo tuto creditur. Credo quidquid dixit Dei Filius; Nil hoc verbo Veritátis verius. In Cruce latebat sola Deitas, At hic latet simul et Humanitas, Ambo tamen credens atque confitens, Peto quod petivit latro pœnitens. Plagas, sicut Thomas, non intueor: Deum tamen meum te confiteor. Fac me tibi semper magis credere, In te spem habere, te diligere. O memoriale mortis Domini, Panis vivus, vitam præstans homini, Præsta meæ menti de te vívere, Et te illi semper dulce sapere. Pie Pelicane, Jesu Domine, Me immundum munda tuo Sanguine: Cujus una stilla salvum facere Totum mundum quit ab omni scelere. Jesu, quem velatum nunc aspicio, Oro, fiat illud quod tam sitio: Ut te revelata cernens facie, Visu sim beátus tuæ gloriæ. Amen. | Te ador, Isuse, Dumnezeu ascuns, În această taină nouă nepătruns, Și plecând genunchii înaintea ta, Recunosc ce-adâncă-i neputința mea. Simțurile mele nu te pot afla, Numai prin credință văd prezența ta; Cred tot ce-ai spus tu, Fiule-ntrupat, Nu-i cuvânt pe lume mai adevărat. Se-ascundea pe cruce ce-i dumnezeiesc, Îns-aici se-ascunde și ce-i omenesc; Dar te cred de față, om și Dumnezeu Și cer mântuirea sufletului meu. Nu aștept ca Toma, rănile să-ți văd, Dar cu umilință, mă închin și cred; Numai tu, Isuse, ești speranța mea; Toată-a mea iubire ți-o voi închina. Taina retrăirii morții Domnului, Tu ești pâinea vie, hrana omului, Fii și pentru mine tainic nutrimânt, Cea mai dulce hrană pe acest pământ. O Isuse bune, pelican iubit, Spală cu-al tău sânge sufletu-mi rănit, Căci o picătură din acest izvor, Ar putea să șteargă vina tuturor. Bunule Isuse, tainic Dumnezeu, Împlinește dorul sufletului meu: Fă să cadă vălul de pe fața mea Fericit în ceruri să te pot vedea. Amin. |

Există două  variante de interpretare ale textului din limba latină, cu nuanțe ușor diferite ale unora dintre cuvinte: „majoritatea variațiilor apar în primele două versete. Înlocuirea cuvintelor «posset omni scélere» în locul lui «quit ab omni scélere» în penultimul verset și «cupio» cu «sitio» în ultimul sunt practic singurele alte modificări” .  Acest lucru nu afectează sensul general al versurilor sau strofelor, astfel încât „oricare variantă poate fi folosită în mod legitim conform obiceiului local”. 

## Utilizare liturgică
Acest imn a fost adăugat în Misalul Roman în 1570 de Papa Pius al V-lea și are mai multe citate în Catehismul Bisericii Catolice (n. 1381). Acest imn euharistic era în general cântat în genunchi în fața Preasfântului Sacrament.
Imnul este de obicei folosit ca imn euharistic și este cântat fie în timpul împărtășirii împărtășaniei la Liturghie, fie în timpul Binecuvântării Preasfântului Sacrament .
Există aranjamente și decoruri muzicale moderne de Alexandre Guilmant ( Offertoire sur Adoro te devote pentru orgă, 1908), Cecilia McDowall (2016), Carlo Pedini (2021) și Healey Willan (preludiu coral, 1954).

## Rugăciunea finală
Până în prima jumătate a secolului al XIX-lea, cântarea euharistică Adoro te devote era adesea urmată de această a doua rugăciune de mulțumire, către Isus Cristos Dumnezeu:
Obsecro Te, sancte Domine Jesu
Christe, ut passio tua sit mihi virtus
qua muniar et defender,
vulnera tua sit mihi cibus potusque
quibus pascar, inebrier atque delecter;
aspersio sanguinis tui sit mihi ablutio
toate delictele mele;
resurrectio tua sit mihi gloria
fără sfârșit. În reflecția sa *sit mihi refectio*,
exultatio sanitas et dulcedo
inimile mele. Cine trăiește și domnește în
unitate Patri et Spiritus Sancti Deus
per omnia saecula saeculorum .
Amin.
La 13 decembrie 1849, Papa Pius al IX-lea a instituit o perioadă de indulgență de 3 ani. Indulgența parțială  rămâne în vigoare chiar și după scoaterea rugăciunii din misalul din 1969.